# 伊丹市立南中学校
伊丹市立南中学校（いたみしりつ みなみちゅうがっこう）は、兵庫県伊丹市にある公立中学校。

## 沿革
- 1947年（昭和22年）4月22日 - 伊丹市立伊丹小学校内に開校。

その後二度の移転を経て、現在地に至った。

## 学校生活
- 英語で習熟度別授業を行っている。
- 1年次には林間学校で、県内の氷ノ山後山那岐山国定公園の鉢伏高原に、3年次の修学旅行では沖縄方面に行っている。
- 2年次は職業体験「トライやるウィーク」を受ける。

### 部活動での活躍
- 陸上部男子が平成15年度100mで全国大会に出場している。
- バレーボール部が平成18年度の近畿大会でベスト8、同部顧問は、全国都道府県対抗中学校バレーボール大会で兵庫県監督に選ばれている。
- 平成19年度はバドミントン男子が全国大会へ進んでいる。
- 陸上部男子が平成30年度に400mで全国大会に出場している。

## 部活動

### 運動部
- 野球部
- 陸上競技部
- ソフトテニス部
- 卓球部
- バレーボール部
- バスケットボール部
- サッカー部
- 剣道部
- バドミントン部
- ソフトボール部

### 文化部
- 演劇部
- 科学部
- 家政部
- 茶華道部
- 吹奏楽部
- 美術部
- 放送部

## 進学前小学校
- 伊丹市立有岡小学校
- 伊丹市立南小学校
- 伊丹市立笹原小学校
- 伊丹市立鈴原小学校

## 周辺
校庭南側を山陽新幹線の高架が東西によぎる。また、南東へ少し向かうと尼崎市との市境が通っている。
- 阪急バス伊丹営業所
- 鶴屋八幡伊丹工場

## 交通アクセス
- 猪名寺駅（JR宝塚線）から徒歩で北西へ500m。
- 稲野駅（阪急伊丹線）から徒歩で北東へ500m。

## その他
- 2006年には、兵庫県社会福祉大会で、兵庫県知事から表彰を受けている。また募金運動も熱心に行われており、とある社会福祉法人から感謝状を受けている。

## 著名な出身者
- 徳永英明
- 一色瑠加（元宝塚歌劇団男役）
- 桜井周（日本の国会議員）

## 通学区域が隣接している学校
- 伊丹市立北中学校
- 伊丹市立西中学校
- 伊丹市立笹原中学校
- 尼崎市立塚口中学校
- 尼崎市立園田中学校